# Calcio ai XVI Giochi del Mediterraneo
Il torneo di calcio ai XVI Giochi del Mediterraneo si è svolto dal 25 giugno al 4 luglio 2009 nei seguenti impianti abruzzesi:
| Stadio                  | Città               | Capacità |
| ----------------------- | ------------------- | -------- |
| Stadio Adriatico        | Pescara             | 20.681   |
| Stadio Guido Angelini   | Chieti              | 12.750   |
| Stadio di Piano d'Accio | Teramo              | 7.498    |
| Stadio Guido Biondi     | Lanciano            | 5.508    |
| Stadio dei Marsi        | Avezzano            | 3.692    |
| Stadio Valle Anzuca     | Francavilla al Mare | 3.500    |

Si è svolto solo il torneo maschile. Ogni Paese aveva la possibilità di iscrivere una squadra i cui componenti dovevano essere nati dopo il 1º gennaio 1989.

## Calendario
Il torneo seguirà il seguente calendario:
| ● | Competizioni | ● | Finali |

| Sede                | Sede                    | Giugno/Luglio | Giugno/Luglio | Giugno/Luglio | Giugno/Luglio | Giugno/Luglio | Giugno/Luglio | Giugno/Luglio | Giugno/Luglio | Giugno/Luglio | Giugno/Luglio | Giugno/Luglio |
| Città               | Impianto                | 25            | 26            | 27            | 28            | 29            | 30            | 01            | 02            | 03            | 04            | 05            |
| Pescara             | Stadio Adriatico        |               |               |               |               |               |               |               |               |               |               | ●             |
| Chieti              | Stadio Guido Angelini   |               |               |               |               |               |               | ●             |               |               | ●             |               |
| Francavilla al mare | Stadio Valle Anzuca     | ●             |               | ●             |               | ●             |               | ●             |               | ●             |               |               |
| Lanciano            | Stadio Guido Biondi     | ●             |               |               |               | ●             |               |               |               | ●             |               |               |
| Avezzano            | Stadio dei Marsi        | ●             |               | ●             |               | ●             |               | ●             |               | ●             |               |               |
| Teramo              | Stadio di Piano d'Accio | ●             |               | ●             |               | ●             |               | ●             |               | ●             |               |               |

## Regolamento
Il regolamento ufficiale applicato è quello FIFA in vigore al 1º gennaio 2009. Le partite si svolgono quindi in due tempi regolamentari da 45 minuti ciascuno, intervallati da una pausa di 15 minuti. Per le gare a eliminazione diretta, se il risultato alla fine dei tempi regolamentari fosse di parità, si giocherebbero due tempi supplementari di 15 minuti ciascuno. Se anche alla fine dei tempi supplementari si presentasse un pareggio, si ricorrerebbe ai calci di rigore.
Ogni vittoria vale 3 punti; ogni pareggio 1 punto; zero punti per una sconfitta.
La classifica finale dei gruppi sarà decisa, nell'ordine, dai seguenti parametri:
parametri:
1. il maggior numero dei punti ottenuti;
2. Il risultato nell'eventuale scontro diretto;
3. la miglior differenza reti su tutti gli incontri;
4. il maggior numero di reti segnate in ogni incontro.

Se si dovesse incorrere a ulteriore condizione di parità verrà premiata la squadra meno sanzionata secondo il regolamento fair play della FIFA. Ultima ratio il sorteggio le cui modalità sarebbero indicate nel corso di una riunione tecnica.

## Sorteggio
Il sorteggio è avvenuto presso l'auditorium dell'Università degli Studi "Gabriele D'Annunzio" il 5 maggio 2009, durante una cerimonia dedicata ai sorteggi dei gironi per i tornei degli sport di squadra. Il sorteggio è stato effettuato dall'ex calciatore della Roma e della nazionale Eusebio Di Francesco.
Si iscrissero al torneo dodici squadre, suddivise dal comitato tecnico in quattro fasce, per la composizione di quattro gironi da tre squadre ciascuno. Le quattro città sedi della fase a gironi del torneo di calcio saranno:
- Francavilla al Mare
- L'Aquila[3]
- Lanciano
- Teramo

| Urna 1                      | Urna 2                         | Urna 3                         | Urna sedi                           |
| --------------------------- | ------------------------------ | ------------------------------ | ----------------------------------- |
| Spagna Libia Italia Turchia | Francia Grecia Marocco Tunisia | Albania Malta Montenegro Siria | Francavilla al Mare Lanciano Teramo |

## Riassunto gruppi
| Gruppo A            | Gruppo B              | Gruppo C                 | Gruppo D               |
| ------------------- | --------------------- | ------------------------ | ---------------------- |
| Avezzano            | Teramo                | Lanciano                 | Francavilla al Mare    |
| Italia Grecia Siria | Francia Malta Turchia | Libia Montenegro Marocco | Spagna Albania Tunisia |

La nazionale di calcio del Marocco ha ritirato la propria iscrizione, lasciando il gruppo C con soli due componenti che si qualificano in automatico al turno successivo pur disputando l'incontro del girone.

## Risultati

### Fase a gironi

#### Gruppo A
| Gruppo A | Gruppo A | Gruppo A | Gruppo A | Gruppo A | Gruppo A | Gruppo A | Gruppo A | Gruppo A |
| Squadra  | G        | V        | N        | P        | F        | S        | DR       | PT       |
| -------- | -------- | -------- | -------- | -------- | -------- | -------- | -------- | -------- |
| Italia   | 2        | 1        | 1        | 0        | 4        | 2        | +2       | 4        |
| Grecia   | 2        | 1        | 0        | 1        | 5        | 3        | +2       | 3        |
| Siria    | 2        | 0        | 1        | 1        | 1        | 5        | -4       | 1        |

| Arbitro: | Fernando Teixeira Vitienes |

|             |           |                   |
| Sciacca 38’ | Marcatori | 74’ (rig.) Shahin |

| Arbitro: | Nikola Dubanovic |

|                                              |           |  |
| Soiledīs 29’ Pavlis 42, 68’ Niklitsiotis 74’ | Marcatori |  |

| Arbitro: | Olivier Thual |

|                                |           |            |
| Mustacchio 28’ 54’ Sciacca 72’ | Marcatori | 34’ Pavlis |

#### Gruppo B
| Gruppo B | Gruppo B | Gruppo B | Gruppo B | Gruppo B | Gruppo B | Gruppo B | Gruppo B | Gruppo B |
| Squadra  | G        | V        | N        | P        | F        | S        | DR       | PT       |
| -------- | -------- | -------- | -------- | -------- | -------- | -------- | -------- | -------- |
| Francia  | 2        | 2        | 0        | 0        | 3        | 0        | +3       | 6        |
| Turchia  | 2        | 1        | 0        | 1        | 5        | 2        | +3       | 3        |
| Malta    | 2        | 0        | 0        | 2        | 0        | 6        | -6       | 0        |

| Arbitro: | Gamail Embaia |

|                                |           |  |
| Malonga 20’ Joseph-Monrose 76’ | Marcatori |  |

| Arbitro: | Vasilios Pamporidis |

|  |           |                                                      |
|  | Marcatori | 14’ Aygunes 36, 49’ Albayrak 53’ Basdas 54’ Gokoglan |

| Arbitro: | Fernando Teixeira Vitienes |

|             |           |  |
| Lasimant 7’ | Marcatori |  |

#### Gruppo C
| Gruppo C   | Gruppo C | Gruppo C | Gruppo C | Gruppo C | Gruppo C | Gruppo C | Gruppo C | Gruppo C |
| Squadra    | G        | V        | N        | P        | F        | S        | DR       | PT       |
| ---------- | -------- | -------- | -------- | -------- | -------- | -------- | -------- | -------- |
| Libia      | 2        | 1        | 1        | 0        | 0        | 0        | 0        | 4        |
| Montenegro | 2        | 0        | 1        | 1        | 0        | 0        | 0        | 1        |

| Lanciano 25 giugno 2009, ore 17:00 CEST | Libia         | 0 – 0 referto | Montenegro | Stadio Guido Biondi\| Arbitro: \| Olivier Thual \| |
| Arbitro:                                | Olivier Thual |               |            |                                                    |

| Arbitro: | Mauro Bergonzi |

|                                 |                      |                            |
| Novović Durutović Savić Vuković | Tiri di rigore 2 – 4 | Mansor Gagom Altriki Ahmed |

#### Gruppo D
| Gruppo D | Gruppo D | Gruppo D | Gruppo D | Gruppo D | Gruppo D | Gruppo D | Gruppo D | Gruppo D |
| Squadra  | G        | V        | N        | P        | F        | S        | DR       | PT       |
| -------- | -------- | -------- | -------- | -------- | -------- | -------- | -------- | -------- |
| Spagna   | 2        | 1        | 1        | 0        | 5        | 2        | +3       | 4        |
| Tunisia  | 2        | 1        | 1        | 0        | 4        | 3        | +1       | 4        |
| Albania  | 2        | 0        | 0        | 2        | 1        | 5        | -4       | 0        |

| Arbitro: | Mauro Bergonzi |

|                         |           |               |
| Sassi 29’Aut. Aarón 67’ | Marcatori | 57’ 59’ Ayari |

| Arbitro: | Fırat Aydınus |

|             |           |                            |
| Shehach 23’ | Marcatori | 27’ Ben Messaoud 35’ Ayari |

| Arbitro: | Nikola Dabanovic |

|                              |           |  |
| Kike 11’ Aarón 12’ Botía 77’ | Marcatori |  |

## 5/8 posto
|  | Semifinali 5º/8º posto | Semifinali 5º/8º posto | Semifinali 5º/8º posto |         |        | Finale 5º/6º posto | Finale 5º/6º posto | Finale 5º/6º posto |  |
|  |                        |                        |                        |         |        |                    |                    |                    |  |
|  | Grecia                 | Grecia                 | 2                      |         |        |                    |                    |                    |  |
|  | Grecia                 | Grecia                 | 2                      |         |        |                    |                    |                    |  |
|  | Montenegro             | Montenegro             | 1                      |         |        |                    |                    |                    |  |
|  | Montenegro             | Montenegro             | 1                      |         | Grecia | Grecia             | 1 (6)              |                    |  |
|  |                        |                        |                        |         | Grecia | Grecia             | 1 (6)              |                    |  |
|  |                        |                        | Turchia                | Turchia | 1 (5)  |                    |                    |                    |  |
|  | Turchia                | Turchia                | Turchia                | Turchia | 1 (5)  | 2                  |                    |                    |  |
|  | Turchia                | Turchia                |                        |         |        | 2                  |                    |                    |  |
|  | Tunisia                | Tunisia                | 1                      |         |        | Finale 7º/8º posto | Finale 7º/8º posto | Finale 7º/8º posto |  |
|  | Tunisia                | Tunisia                | 1                      |         |        |                    |                    |                    |  |
|  |                        |                        |                        |         |        |                    |                    |                    |  |
|  |                        |                        |                        |         |        | Montenegro         | Montenegro         | 0                  |  |
|  |                        |                        |                        |         |        | Montenegro         | Montenegro         | 0                  |  |
|  |                        |                        |                        |         |        | Tunisia            | Tunisia            | 1                  |  |

### Semifinali
| Arbitro: | Fırat Aydınus |

|                           |           |                |
| Pavlis 63’ Barmpoudis 81’ | Marcatori | 59’ Bogdanovic |

| Arbitro: | Gamail Embaia |

|                        |           |             |
| Aygunes 46+’ Calik 79’ | Marcatori | 17’ Jebbari |

### Finale 5/6º posto
| Arbitro: | Nikola Dabanovic |

|                                                                      |                      |                                                  |
| Barmpoudis 62’                                                       | Marcatori            | 19’ Simsek                                       |
| Tachtsidis Barmpoudis Katsikas Pavlis Paligeorgios Psianos Boutzikos | Tiri di rigore 6 – 5 | Simsek Gokoglan Sozen Kesimal Uysal Calik Basdas |

### Finale 7/8º posto
| Arbitro: | Olivier Thual |

|  |           |           |
|  | Marcatori | 77’ Ayari |

## Fase a eliminazione diretta
|  | Semifinali | Semifinali | Semifinali |        |        | Finale          | Finale          | Finale          |  |
|  |            |            |            |        |        |                 |                 |                 |  |
|  | Italia     | Italia     | 1          |        |        |                 |                 |                 |  |
|  | Italia     | Italia     | 1          |        |        |                 |                 |                 |  |
|  | Libia      | Libia      | 0          |        |        |                 |                 |                 |  |
|  | Libia      | Libia      | 0          |        | Italia | Italia          | 1               |                 |  |
|  |            |            |            |        | Italia | Italia          | 1               |                 |  |
|  |            |            | Spagna     | Spagna | 2      |                 |                 |                 |  |
|  | Francia    | Francia    | Spagna     | Spagna | 2      | 1               |                 |                 |  |
|  | Francia    | Francia    |            |        |        | 1               |                 |                 |  |
|  | Spagna     | Spagna     | 2          |        |        | Finale 3º posto | Finale 3º posto | Finale 3º posto |  |
|  | Spagna     | Spagna     | 2          |        |        |                 |                 |                 |  |
|  |            |            |            |        |        |                 |                 |                 |  |
|  |            |            |            |        |        | Libia           | Libia           | 0 (8)           |  |
|  |            |            |            |        |        | Libia           | Libia           | 0 (8)           |  |
|  |            |            |            |        |        | Francia         | Francia         | 0 (7)           |  |

### Semifinali
| Arbitro: | Vasilios Pomporidis |

|                     |           |  |
| Raggio Garibaldi 3’ | Marcatori |  |

| Arbitro: | Nikola Dabanović |

|             |           |                         |
| Tabanou 87’ | Marcatori | 42’ N'sue 51’ Laguardia |

## Finale 3/4º posto
| Arbitro: | Mauro Bergonzi |

|                                                                               |                      |                                                                                        |
| Mansor Gagom Altriki Ahmed Zrimeg Elmhashhas Issa Abubaker Elgarmadi Elzaredi | Tiri di rigore 8 – 7 | Ravet Pied Bakar Mustivar Guidileye Malonga Coubronne Koné Téophile-Catherine Abenzoar |

## Finale
| Arbitro: | Gamail Embaia |

|                |           |                                |
| Mustacchio 89’ | Marcatori | 76’ N'sue 95’ (aut.) Calderoni |

## Medagliere
| Posizione | Paese      |
| --------- | ---------- |
|           | Spagna     |
|           | Italia     |
|           | Libia      |
| 4         | Francia    |
| 5         | Grecia     |
| 6         | Turchia    |
| 7         | Tunisia    |
| 8         | Montenegro |
| 9         | Siria      |
| 10        | Albania    |
| 11        | Malta      |

## Galleria d'immagini

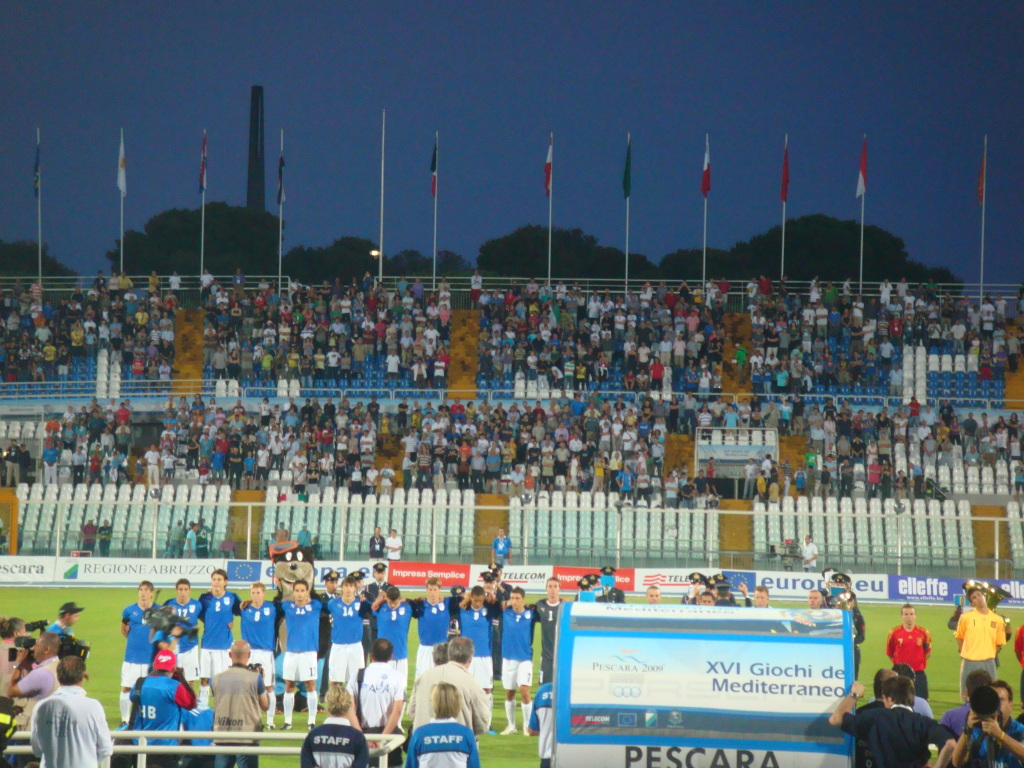
Finale Italia-Spagna
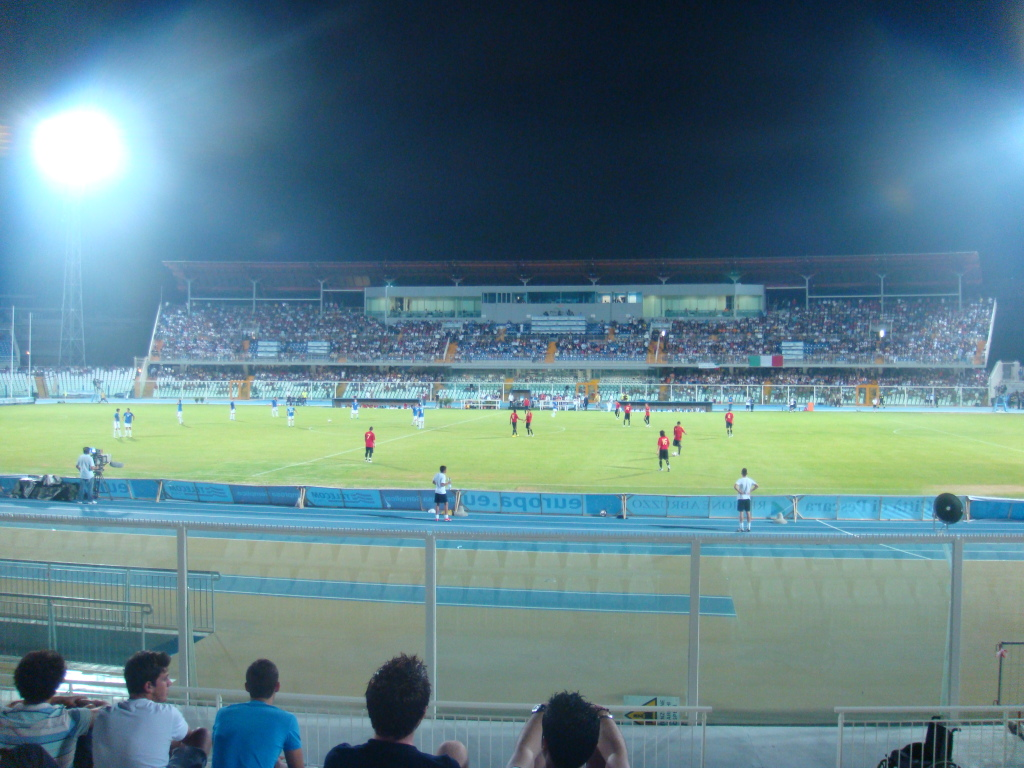
Finale Italia-Spagna